# Бюль (Нижний Рейн)
Бюль (фр. Buhl) — коммуна на северо-востоке Франции в регионе Гранд-Эст (бывший Эльзас — Шампань — Арденны — Лотарингия), департамент Нижний Рейн, округ Агно-Висамбур, кантон Висамбур. До марта 2015 года коммуна административно входила в состав упразднённого кантона Сельц (округ Висамбур).
Площадь коммуны — 4,40 км², население — 514 человек (2006) с тенденцией к стабилизации: 521 человек (2013), плотность населения — 117,7 чел/км².

## Население
Население коммуны в 2011 году составляло 518 человек, в 2012 году — 518 человек, а в 2013-м — 521 человек.
| 1962 | 1968 | 1975 | 1982 | 1990 | 1999 | 2005 | 2006 | 2008 | 2011 | 2012 | 2013 |
| ---- | ---- | ---- | ---- | ---- | ---- | ---- | ---- | ---- | ---- | ---- | ---- |
| 386  | 388  | 394  | 391  | 435  | 508  | 512  | 514  | 513  | 518  | 518  | 521  |

Динамика населения:

## Экономика
В 2010 году из 360 человек трудоспособного возраста (от 15 до 64 лет) 296 были экономически активными, 64 — неактивными (показатель активности 82,2 %, в 1999 году — 75,2 %). Из 296 активных трудоспособных жителей работали 273 человека (159 мужчин и 114 женщин), 23 числились безработными (11 мужчин и 12 женщин). Среди 64 трудоспособных неактивных граждан 22 были учениками либо студентами, 13 — пенсионерами, а ещё 29 — были неактивны в силу других причин.
На протяжении 2011 года в коммуне числилось 196 облагаемых налогом домохозяйств, в которых проживало 516,0 человек. При этом медиана доходов составила 21374 евро на одного налогоплательщика.

## Достопримечательности (фотогалерея)

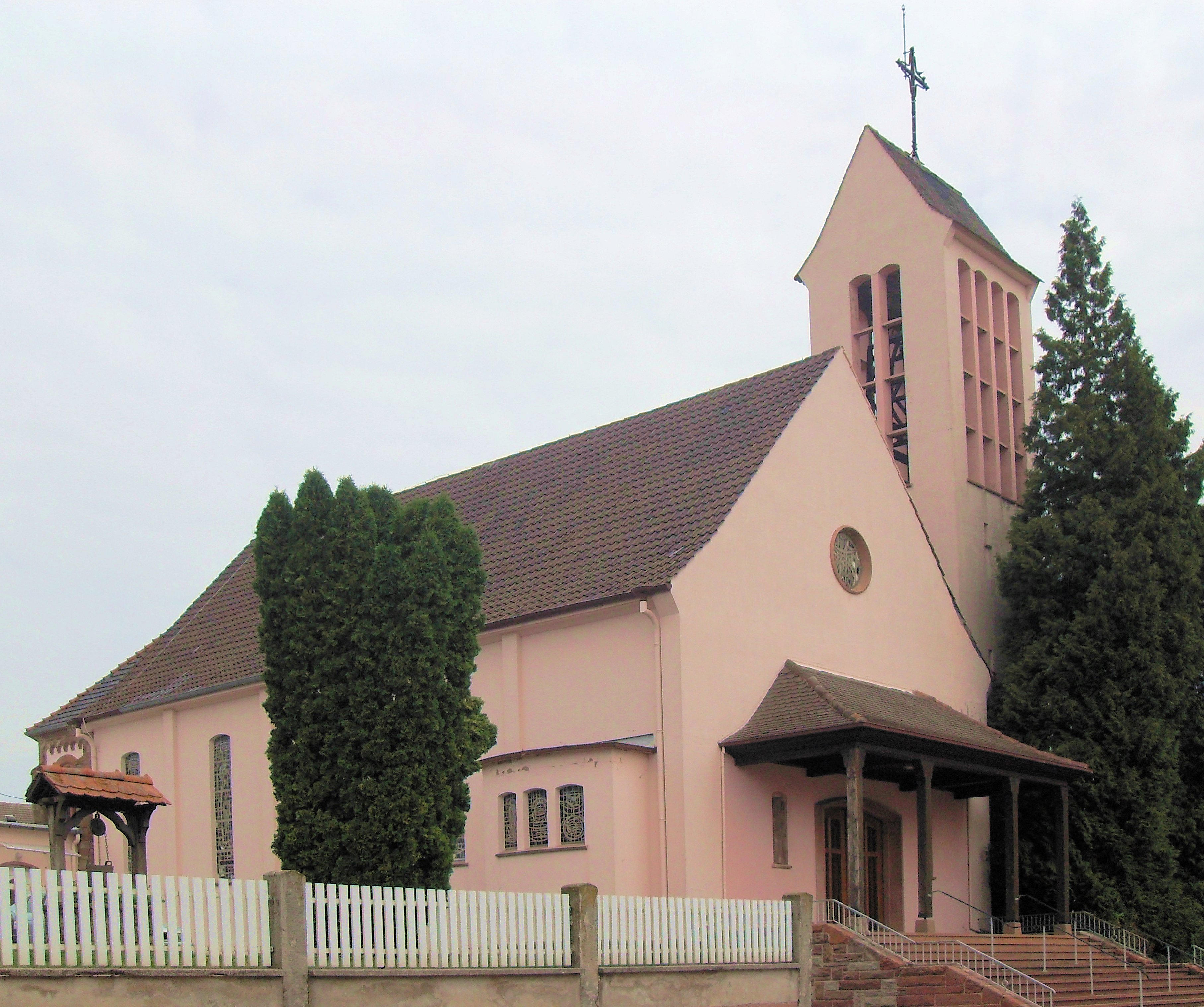
Церковь Сент-Ульрих
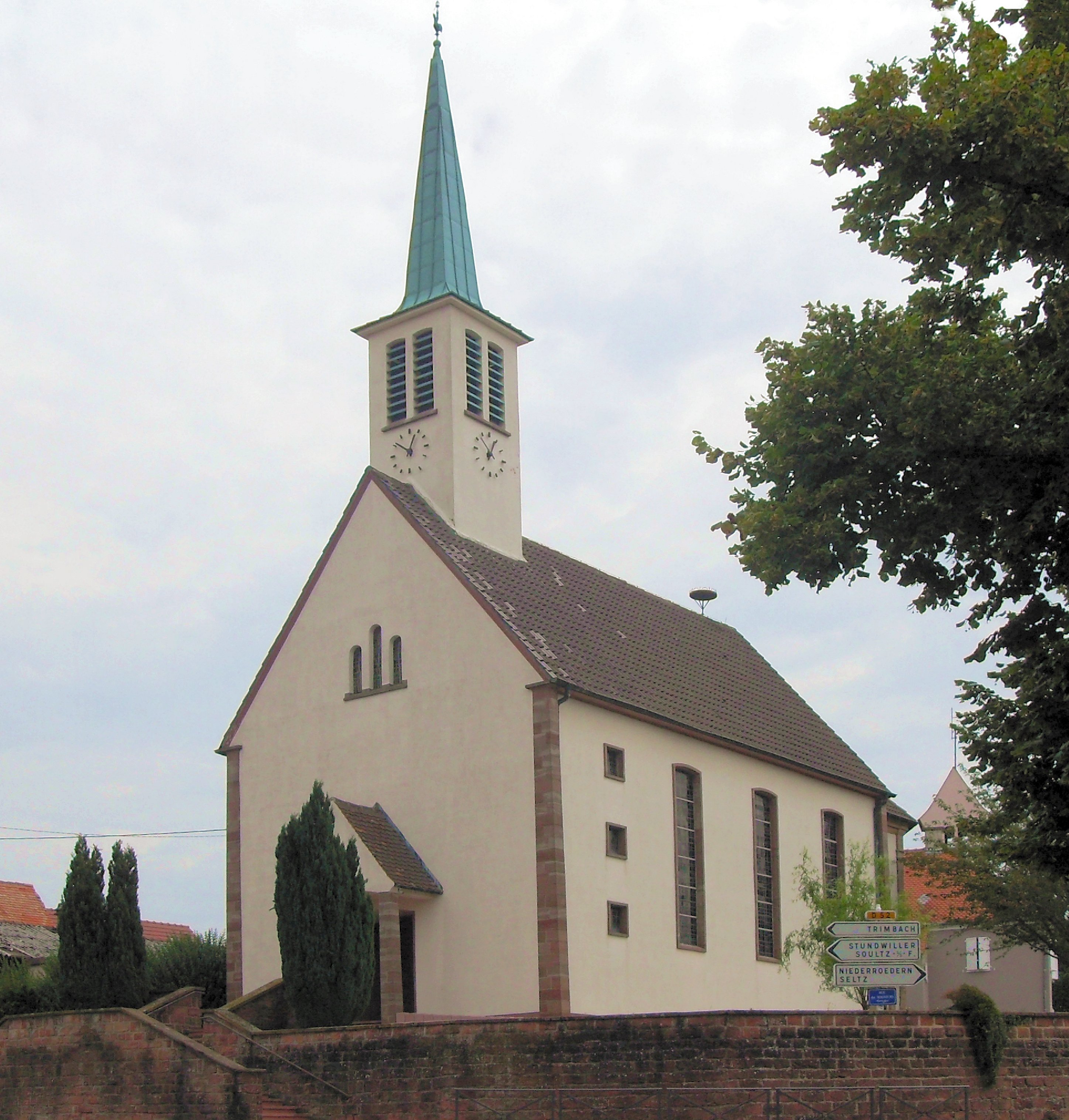
Протестантская церковь